# Османы
Осма́ны (тур. Osmanlı Hanedanı) — правящая династия султанов и халифов в Османской империи, находившаяся у власти в 1299—1924 годах.

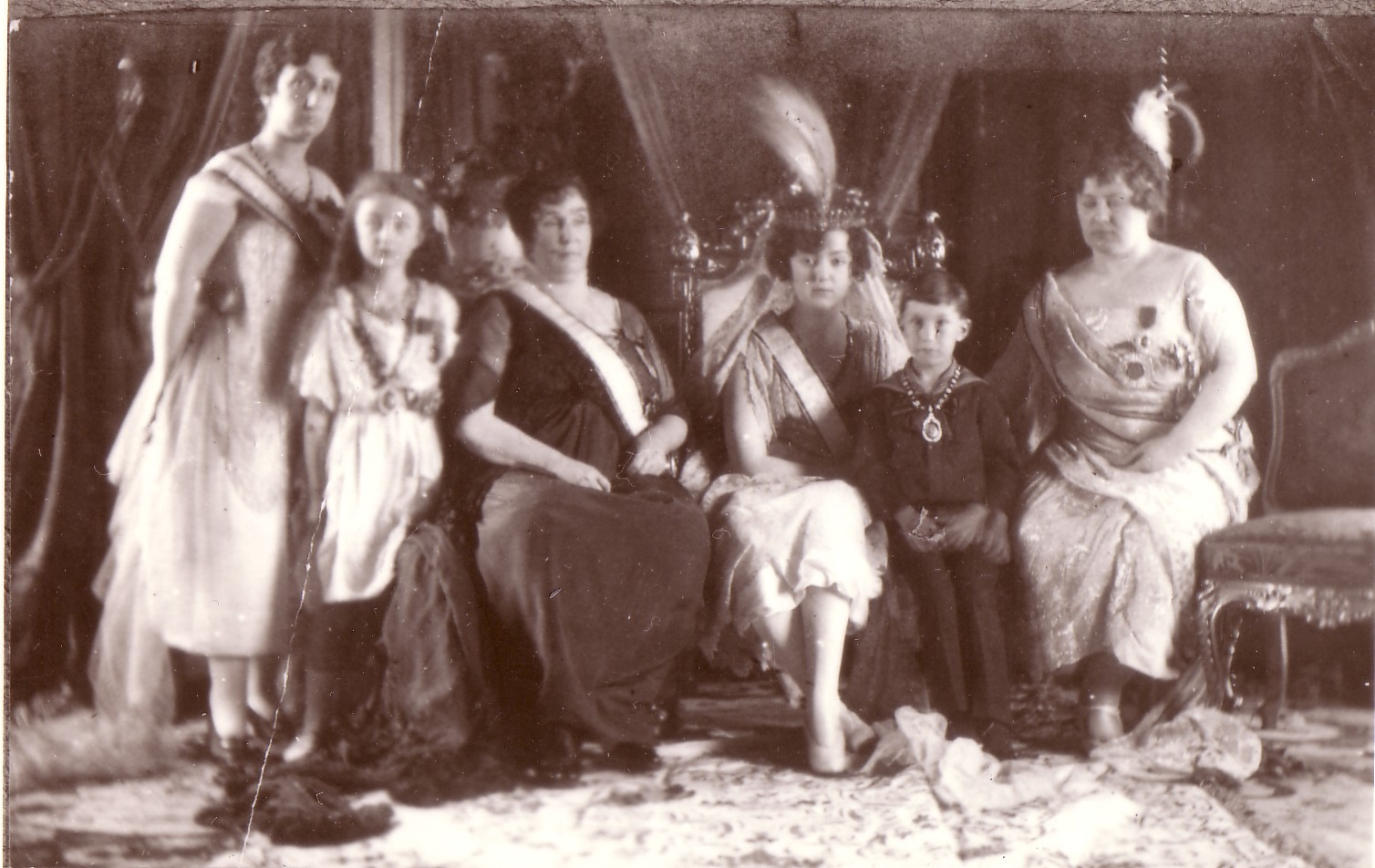
День свадьбы Рукии Сабихи-султан (1920), слева направо: Фатма Улвие-султан, Айше Хатидже Хайрие Дюррюшехвар-султан, Эмине Назикеда-кадын-эфенди, Рукие Сабиха-султан, Мехмед Эртурул-ефенди, Шехсувар-ханым-эфенди

В 1999 году в ООН было отмечено семисотлетие османской государственности.

## История
Основана Османом I Гази (правил в 1299/1300—1324 годах, по другим данным — в 1326-м). Также из представителей династии известны Баязид I Йилдырым «Молниеносный» (1389—1402), Мехмед II Фатих «Завоеватель» (1444, 1451—1481), Селим I Явуз «Грозный», «Жестокий» (1512—1520), Сулейман I Кануни «Законодатель» (в литературе Европы — «Великолепный», 1520—1566), Селим III (1789—1807), Махмуд II (1808—1839) и Абдул-Хамид II (1876—1909). После ликвидации султаната 29 октября 1923 года последний Османский султан, Мехмед VI Вахидеддин (1918—1922), эмигрировал из Турции. Халифом, по избранию Великого национального собрания Турции, стал принц династии Османов Абдул-Меджид. Когда 3 марта 1924 года халифат был упразднён, всех до единого членов Османской династии изгнали из страны.
Первые султаны династии в Османской империи как правило, лично руководили внутренней и внешней политикой государства. .В соответствии с древними тюркскими традициями 14-15 веках, сыновьям султана передавались в управление провинции, престол же, после смерти султана переходил к тому из его сыновей, кто успевал первым занять его, победитель получал право физической расправы с потенциальными конкурентами. 
Во время правления Баязида I, власть Османской империи распространилась почти на всю Анатолию, были завоёваны Болгария, Босния и Сербия. но попытки взять Константинополь окончились безрезультатно.
В 1403–1413 гг. Османская империя пережила острый кризис-  наследники Баязида I боролись  за трон.
В 1413 г. Мехмед I,  восстановил единство государства.  
Мурад II, сын Мехмед I, присоединил к империи все бейлики Малой Азии (за исключением Карамана), он завоевал г. Салоники, пресёк попытки крестоносцев остановить османские завоевания на Балканах.
Мехмед II Фатих, унаследовавший трон Мехмеда I, в 1453 г. взял Константинополь, который был переименован в Стамбул и стал новой столицей Османской империи, он завоевал Албанию, подчинил себе сохранявших независимость беев Анатолии и поставил в вассальную зависимость Крымское ханство. 
Баязид II (1481–1512) постоянно и безуспешно воевал с Польшей, Венгрией, Венецией, Египтом и Ираном.  
Селим I (1512–1520),  отстранивший своего отца Баязида II от власти, в 1513 г. расправился с шиитами Анатолии, вступил в войну с иранским шахом Исмаилом I и разорил его владения. 
В 1515–1517 гг. Селим I завоевал Курдистан, Сирию, Месопотамию, Палестину, Хиджаз и Египет. После покорения Каира Селим I объявил себя халифом – наследником пророка Мухаммеда и главой всех мусульман-суннитов. Во время правления Селима I владения Османской империи удвоилась. 
За время правления Сулеймана I Кануни, сына  Селима I, Османская империя достигла апогея.  
В 1521 г. был завоеван Белград. 
В 1526 г. ,после Мохачской битвы, была присоединена большая часть Венгрии. 
В 1520–1530-х гг. был покорен Ирак, остров Родос и ряд островов Эгейского моря, Триполитания, Алжир и другие территории. Османы вели упорную борьбу с Ираном за Закавказье. 
Находясь на престоле  Сулеймана I Кануни,  распорядился составить законы (канун-наме): 
-административном устройстве и финансах 
-положении отдельных провинций 
-регламентации военно-ленной системы 
-формах землевладения 
-повинностях населения и прикреплении крестьян к земле.  
Смерть Сулеймана I Кануни предопределила династический кризис и в 16–17 вв. от прежних традиций престолонаследия отошли.  
В 17 век утвердился сеньоратный принцип передачи власти. Ожидая своей очереди, престолонаследники, как правило, проживали при дворе и не получали опыта управления государством и армией.В этот период, роль османов в управлении государством снизилась, они стали менее самостоятельными, более зависимыми от мнения высших сановников и янычар, не заинтересованных в существенных переменах.  
С 1566 по 1574, во время правления Селима II  велась война с Венецией, Венгрией и Ираном,  был завоеван остров Кипр и  Аравия. При нем появились первые черты кризиса Османской империи, выразившиеся в порче монеты и коррупции.    
В годы правления Мурада III (1574–1595) кризис еще больше усилился. Он провел успешную кампанию против Ирана, которая завершившилась присоединением Закавказья и Гиляна, а также Иранского Курдистана, Лурестана и Хузестана. Однако война истощила казну и ослабила армию.  
При Мехмеде III (1595–1603) империю сотрясали восстания на территориях, захваченных у Ирана, а также в Анатолии, росло недовольство сипахиев и янычар и как следствие, при Ахмеде I (1603–1617) были потеряны провинции, захваченные ранее у Ирана.
В 17 веке империю сотрясали дворцовые перевороты. Мустафа I (1617–1618, 1622–1623) и Осман II (1618–1622) являлись марионетками в руках придворных и янычар. 
Возведя Мурада IV (1623–1640)  на престол в малолетстве, камарилья расчитывала на то, что он будет всю жизнь находиться под её влиянием.
В 1632 году Мурад IV избавляется от опекунов и восстановливает порядок в империи прибегнув к массовым казнями.
Он проводит успешную военную кампанию против Ирана, но не может решить проблему пополнения казны.
Ибрагим (1640–1648), наследник  Мурада IV, старается рещить эту задачу путём обложения налогами улемов, нерегулярной выплаты жалованья янычарам, из за чего и  был ими свергнут.
Начало своего правления Мехмед IV (1648–1687)  отметил анархией и военными поражениями от венецианцев.
Мехмет-паша из рода Кёпрюлю занял пост великого вазира в 1656 году. Он сумел привести в порядок финансы, армию, упорядочить военно-ленную систему, что позволилоуспешную войну против Польши и в 1683 г. осадить Вену. Однако в дальнейшем османская армия потерпела ряд неудач. Обвинённый в неспособности управлять страной, Мехмед IV, в результате восстания янычар в Стамбуле был отстранен от власти.
Сулейман II (1687–1691) получивший престол благодаря заговорщикам, отличался религиозностью и не занимался государственными делами.  Ахмед II (1691–1695), следовавший за ним, проиграл армии Священной Римской империи и потерял контроль над большей частью Венгрии. Наследовавший ему Мустафа II (1695–1703) предпринял ряд попыток переломить ход войны, лично командовал войсками, но успеха не добился.  
В 1700 году Османская империя по Константинопольскому мирному договору и Карловицкому миру потеряла Морею, Далмацию, Венгрию, Трансильванию, Подолье и Азов. 
В 1703 году  Мустафа II в результате очередного бунта отрёкся от престола. 
Преемник Мустафы II, Ахмед III был хорошим дипломатом, интересовался и заимствовал европейскую культуру . В период его правления в войне с Австрией османы потеряли ряд владений на Балканах, зато в войне с Венецией приобрели Морею и в войне с Россией отвоевали Азов. Однако очередное недовольство городских низов и восстание янычар, вызванное налоговой политикой привела  свержению Ахмеда III. 
Последствующие султаны Махмуде I (1730–1754), Османе III (1754–1757), Мустафе III (1757–1774) и Абдул-Хамиде I (1774–1789) утратили Северное Причерноморье и Крым, уступили ряд областей Ирану. При них внутренняя деградация империи усилилась, открыто проявился сепаратизм окраинных провинций. 
К концу 18 века угроза распада государства привела к началу реформирования. Отставание Осман от западно-европейских держав и России стали очевидны. Из-за опасений потерять свои привилегии верхние слои османского общества противились реформам. Проводимые реформы не затрагивали структуру государственной власти и потому воспринимались как прихоть султана и узкой группы его приближенных. 
Вступивший на престол в 1789 году Селим III, реорганизовывает армию. Создаются отряды по  европейскому образцу – низам-и джедид («нового порядка»). Начинания султана столкнулись с трудностями из-за неблагоприятной обстановки во внешней и внутренней политики. Противостоять вторжению французской армии в Египет Османская империя не смогла, на Балканах вспыхнуло Первое сербское восстание 1804–1813 гг.
В 1806 году началась новая русско-турецкая война. 
В 1807 году  Селим III в результате очередного бунта янычар был низвергнут, заключен под стражу, а затем задушен.
Трон занял Мустафа IV (1807–1808) и был свергнут правителем Рущукского округа Мустафа-пашой Байрактаром. Взошедший на престол Махмуд II, продолжил политику Селима III. 
Махмуд II восстановил войска «новой организации», начал новые административные и финансовые реформы, в 1826 г. ликвидировал главный источник смут и антисултанских заговоров- янычарский корпус, в 1834 г. упразднил военно-ленную систему, привлёк на службу большое число европейцев, прежде всего французов и немцев, но во внешней политики Махмуд II былмалоуспешный. В результате чего османы потеряли владения на юге Балканского полуострова во время Греческой национально-освободительной революции 1821–1829 гг.. Османы также потерпели поражение в двух войнах с Россией (1806–1812 и 1828–1829), фактически утратили Египет, управлявшийся Мухаммедом Али.
Взошедший на престол в 1839 году Абдул-Меджид объявил о проведении танзимата- целого комплекса реформ. Законодательство Османской империи было реструктуризовано по образцу французского, всем подданным обещано равное покровительство султана вне зависимости от вероисповедания, немусульманам разрешалось служить в армии и занимать административные должности. Началось строительство железных дорог, парового флота, развернута телеграфная связь.
Получивший за ним власть  Абдул-Азиз упорядочил воинский призыв и ввел новый гражданский кодекс.
В 1875 году имперская казна из-за злоупотребления иностранными займами не смогла обслужить внешний долг.
В1876 году Османская империя признана банкротом, Абдул-Азиз был низвергнут и вскоре убит.
Его преемник Мурад V (30 мая 1876–31 августа 1876) распорядился разработать конституцию, которая была принята 23 декабря 1876, но вскоре был отстранён от власти ввиду нервного расстройства. 
Возведенный на трон Абдул-Хамид II, стал последний самодержавный правитель Османской империи.
Он приостановил действие конституции с началом русско-турецкой войны 1877–1878 гг. и начал преследование оппозиционных сил. Во время его правления, османы потеряли почти все свои владения на Балканах, а также Кипр. 
Из-за огромных долгов Абдул-Хамид II был вынужден в счёт выплат передать казну в управление европейцам и уступить Египет Великобритании В результате Младотурецкой революции 1908 года согласился пойти на уступки, восстановить действие конституции и созвать парламент. 
В 1909 году он поддерживает антиконституционный мятеж в Стамбуле, в результате чего решением парламента был отстранен и лишён сана халифа.
В дальнейшем, роль османов в управлении государством утратилась и свелась к одобрению кандидатур великого вазира и шейх-уль-Ислама, предлагавшихся правительством. 
Последующий осман Мехмед V Решад (1909–1918) интересовался главным образом литературой и не вмешивался в государственные дела, которые находились в ведении Комитета «Единение и прогресс».
В 1913 году появляется триумвират во главе с Энвер-пашой. Его преемник Мехмед VI Вахидеддин (1918–1922)  приходит к власти на заключительном этапе Первой мировой войны 1914–1918 гг. 
Бегство правительства младотурок послужило поводом принять султану руководство страной на себя и подписать Мудросское перемирие 1918 году.
В 1922 году Мехмед VI в результате «Кемалистской революции» был отрешён от власти Великим национальным собранием Турции и эмигрировал на остров Мальта.
В 1922 году была упразднена монархия, произошло разделением султаната и халифата. Был приглашён Абдул-Меджид II. Не вмешиваясь в политическую, экономическую и духовную жизнь страны, предпочитал заниматься живописью. 
В 1924 году в произошла ликвидация халифата и Абдул-Меджид II был выслан из страны. После смерти  Абдул-Меджид II, род османов принял фамилию Османоглу. Потомки династии Османов в основном в США.

## Происхождение
Османы ведут своё происхождение от племени кайи. Согласно «Родословной туркмен», туркмено-огузское племя кайи ведёт своё происхождение от Огуз-хана. Й. Маркварт и некоторые другие авторы включают племя каи наряду с баяут (баят) и баяндур в число огузских племён, имеющих монгольское происхождение. В 1460-х годах османский историк Энвери представил родословную Османов, в которой Огуз-хан предстаёт потомком сподвижника Пророка Мухаммеда по имени Ияд и дочери тюркского вождя по имени Огуз Тюмен Хан. В другом рассказе предком Османов предстаёт византийский принц из династии Комнинов, в XII веке обратившийся в ислам и женившийся на дочери Сельджукского султана.

## Султаны
| Имя       | Годы жизни                 | Годы правления |
| --------- | -------------------------- | -------------- |
| Мурад I   | 1319/1326—1389             | 1362—1389      |
| Баязид I  | 1354—1403                  | 1389—1402      |
| Мурад II  | июнь 1404 — 3 февраля 1451 | 1421—1444      |
| Мехмед II | 1432—1481                  | 1444—1481      |
| Баязид II | 1447—1512                  | 1481—1512      |
| Селим I   | 1465—1520                  | 1512—1520      |

## Султаны и халифы
| Имя            | Годы жизни | Годы правления |
| -------------- | ---------- | -------------- |
| Селим I        | 1465—1520  | 1512—1520      |
| Сулейман I     | 1494—1566  | 1520—1566      |
| Селим II       | 1524—1574  | 1566—1574      |
| Мурад III      | 1546—1595  | 1574—1595      |
| Мехмед III     | 1566—1603  | 1595—1603      |
| Ахмед I        | 1590—1617  | 1603—1617      |
| Мустафа I      | 1592—1639  | 1617—1618      |
| Осман II       | 1604—1622  | 1618—1622      |
| Мустафа I      | 1592—1639  | 1622—1623      |
| Мурад IV       | 1612—1640  | 1623—1640      |
| Ибрагим I      | 1615—1648  | 1640—1648      |
| Мехмед IV      | 1642—1693  | 1648—1687      |
| Сулейман II    | 1642—1691  | 1687—1691      |
| Ахмед II       | 1643—1695  | 1691—1695      |
| Мустафа II     | 1664—1703  | 1695—1703      |
| Ахмед III      | 1673—1736  | 1703—1730      |
| Махмуд I       | 1696—1754  | 1730—1754      |
| Осман III      | 1699—1757  | 1754—1757      |
| Мустафа III    | 1717—1774  | 1757—1774      |
| Абдул-Хамид I  | 1725—1789  | 1774—1789      |
| Селим III      | 1761—1807  | 1789—1807      |
| Мустафа IV     | 1779—1808  | 1807—1808      |
| Махмуд II      | 1784—1839  | 1808—1839      |
| Абдул-Меджид I | 1823—1861  | 1839—1861      |
| Абдул-Азиз I   | 1830—1876  | 1861—1876      |
| Мурад V        | 1840—1904  | 1876           |
| Абдул-Хамид II | 1842—1918  | 1876—1909      |
| Мехмед V       | 1844—1918  | 1909—1918      |
| Мехмед VI      | 1861—1926  | 1918—1922      |

## Халифы
| Имя             | Годы жизни | Годы правления |
| --------------- | ---------- | -------------- |
| Мехмед VI       | 1861—1926  | 1922           |
| Абдул-Меджид II | 1868—1944  | 1922—1924      |